# Oulfa
 (décembre 2011).
Si vous disposez d'ouvrages ou d'articles de référence ou si vous connaissez des sites web de qualité traitant du thème abordé ici, merci de compléter l'article en donnant les références utiles à sa vérifiabilité et en les liant à la section « Notes et références ».
L'Oulfa est un quartier de Casablanca au Maroc.

## Présentation
Le quartier El Oulfa est un des plus grands quartiers de Casablanca, quartier résidentiel, il est connu comme étant populaire à moyen, il comporte des zones populaires : Zoubir, Haj Fateh, Oukacha, Ferar, Essalam, El firdaous,  -  Ainsi que d'autres zones : El Massira Al Hassania, Wiam, Oued Sebou, Alia.